# Pskem
La rivière Pskem, ou Piskom, est une rivière du nord de la province de Tachkent en Ouzbékistan. Après un cours de 70 kilomètres, elle se jette dans le réservoir du Tcharvak à 870 mètres d'altitude.

## Géographie
La rivière prend naissance dans les glaciers de l'Alataou de Talas à  1 485 mètres d'altitude donnant naissance à deux petites rivières de montagne, Maïdantal et Oïgaïng, qui se réunissant forment la rivière Pskem. Elle traverse au début des gorges abruptes et étroites qui finissent par s'élargir. Ensuite sur plus de quarante kilomètres elle forme la vallée du Pskem au pied du massif de Pskem. Elle se jette à la fin dans le réservoir du Tcharvak. En rejoignant ensuite le Tchatkal, la rivière Pskem et celui-ci forment la rivière Tchirtchik.

## Vallée du Pskem

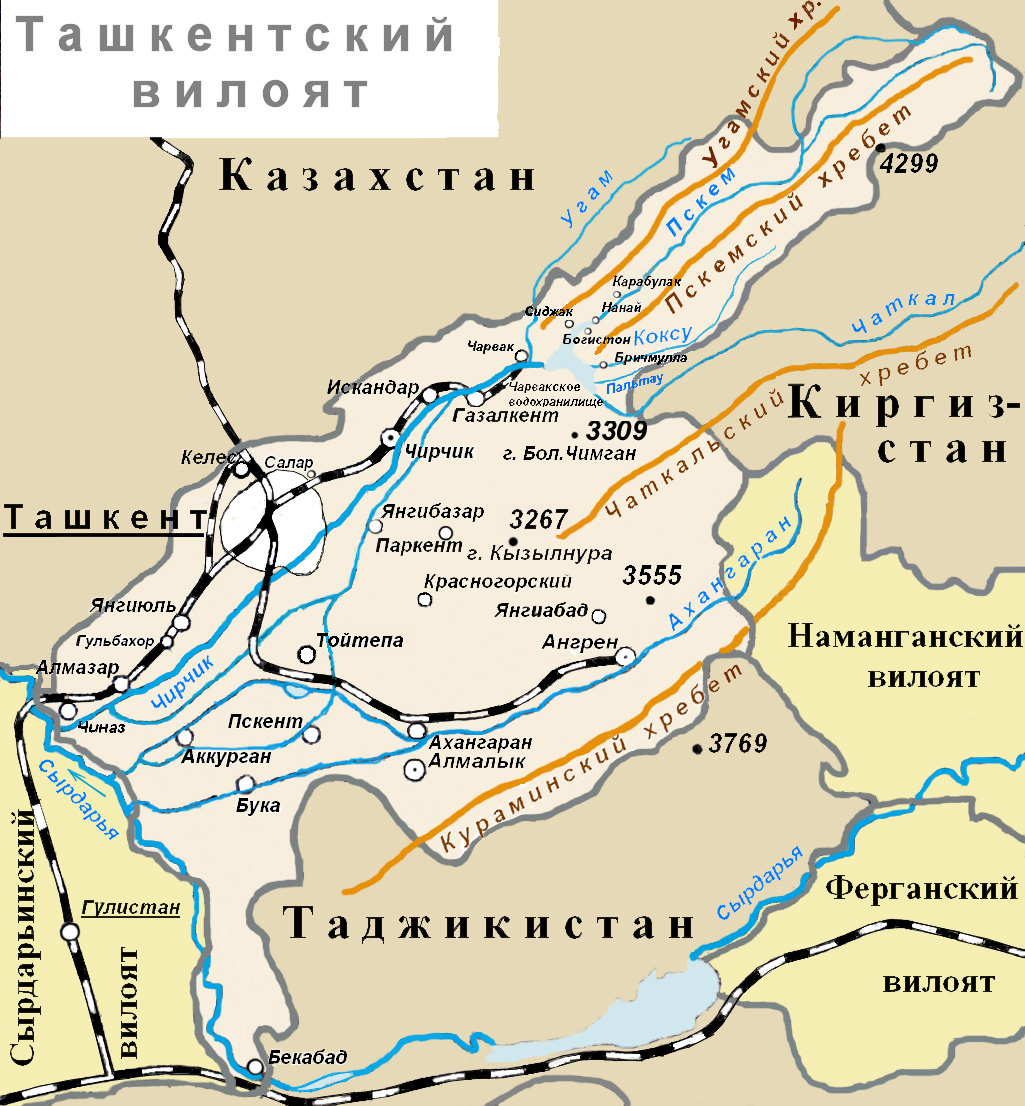
Le Pskem se trouve au nord de la carte

La vallée du Pskem est une petite vallée aux maigres broussailles qui comporte des parcelles de vergers de pommiers, de poiriers, d'abricotiers et de pruniers avec parfois des noyers de petite taille et quelques peupliers ou érables.
La faune est riche avec des porcs-épics, des martes, des renards, des marmottes et aussi des sangliers et des ours bruns. Les espèces d'oiseaux sont nombreuses et variées.
Le cours inférieur du Pskem traverse quelques villages, comme Karaboulak (environ un millier d'habitants), Nanaï ou Boghiston (deux mille habitants). Le petit village de Pskem se trouve au bord de son cours moyen.

## Tourisme
Le tourisme nautique était  développé à l'époque soviétique, mais aujourd'hui la rivière se trouvant dans une zone frontalière avec le Kazakhstan, les touristes doivent désormais obtenir un permis spécial, mais il est possible de faire du rafting ou du kayak. La nature y est donc particulièrement préservée.
Les lacs de haute montagne se trouvant en haut des affluents du Pskem sont prisés des randonneurs, comme le lac Ouroungatch.